# Lili Boniche
Lili Boniche (ALA-LC: Layliin bwnytik) (en árabe: ليلي بونيش‎)‎; (Élie Boniche (en árabe: إيلي بونيش‎)‎; 1921 – 6 de marzo de 2008) fue un cantante argelino, intérprete de música árabe andalusí. Lili era heredero de una erudita tradición de siglos de canción argelina y un pilar de la música "franco-árabe". Su repertorio incluía varios estilos como el chaabi argelino, rumbas argelinas populares.
Lili nació de una familia judía sefardí en el área de la Casba de Argel; y, era un niño prodigio que aprendió a tocar la mandola de su padre a la edad de siete años. Más tarde como un cantante demandado en toda Francia, en la década de 1940 y durante la guerra. Desarrolló, con su origen sefardí, el idioma ladino que los judíos de la península ibérica, luego de su expulsión de España, hablaron (el ladino tiene muchos de los elementos del castellano del siglo XV. Sin embargo, debido a la amplia diáspora sefardí, la música en judeoespañol no es de una región particular, sino de una variedad de geografías y etnicidades. El idioma tiene bases del castellano septentrional, con elementos de hebreo, arameo, árabe, turco, griego y otras lenguas.
Boniche incorporó el tango, paso doble y mambo en su repertorio, especialmente entreteniendo a las tropas. Es conocido por haber cantado con letras árabes una serie de grandes canciones populares cubanas como parte de su repertorio habitual. Se retiró a fines de la década de 1950, abandonando su carrera al casarse con una condesa que se lo exige, y toma la dirección de cuatro cines en Argel.
Vuelve a relanzar una segunda carrera en 1990, lanzando el álbum Boniche Dub en 1998, producido por Bill Bill y el diseñador de moda Jean Touitou. El álbum le ganó nuevos admiradores en toda Europa. Esa retrospectiva que combinaba sus grandes éxitos y obras inéditas no solo llenaba un vacío con respecto a las grabaciones disponibles, sino que rendía homenaje a un importante pionero de la fusión cultural.
Además de escribir música para lanzamientos comerciales, también fue compositor de películas. Falleció en París, Francia.

## Discografía
- Alger, Alger , Roir Records/E1, 16 de febrero de 1999

- Œuvres récentes , APC  Play it Again Sam, 2003

- Il n'y a qu'un seul Dieu (vivo en el Olympia), East West Warner Music Francia, 1999

- Trésors de la chanson judéo-arabe, Créon Mélodie.[11]